# Tjeerd Aukema
Tjeerd Aukema (Amsterdam, 7 juli 1914 – aldaar, 16 februari 1989) was een Nederlands voetballer.

## Biografie
Tjeerd Aukema was de zoon van Jouke Aukema en Jantje Schilstra. Hij trouwde op 27 augustus 1941 met Martha Limburg en had twee kinderen.
Hij speelde van 1937 tot 1946 bij AFC Ajax als links- en rechtsbinnen. Van zijn debuut in het kampioenschap op 21 februari 1937 tegen ADO tot zijn laatste wedstrijd op 29 juni 1946 tegen HFC Haarlem speelde Aukema in totaal 20 wedstrijden en scoorde 8 doelpunten in het eerste elftal van Ajax.

## Statistieken
| Club  | Seizoen | Competitie | Competitie | Beker | Beker | Totaal | Totaal |
| Club  | Seizoen | Wed.       | Dlp.       | Wed.  | Dlp.  | Wed.   | Dlp.   |
| ----- | ------- | ---------- | ---------- | ----- | ----- | ------ | ------ |
| Ajax  | 1936/37 | 1          | 0          | -     | -     | 1      | 0      |
| Ajax  | 1937/38 | 8          | 7          | 2     | 1     | 10     | 8      |
| Ajax  | 1938/39 | 5          | 0          | -     | -     | 5      | 0      |
| Ajax  | 1939/40 | 1          | 0          | -     | -     | 1      | 0      |
| Ajax  | 1945/46 | 5          | 1          | -     | -     | 5      | 1      |
| Total | Total   | 20         | 8          | 2     | 1     | 22     | 9      |